# Eugène Ysaÿe

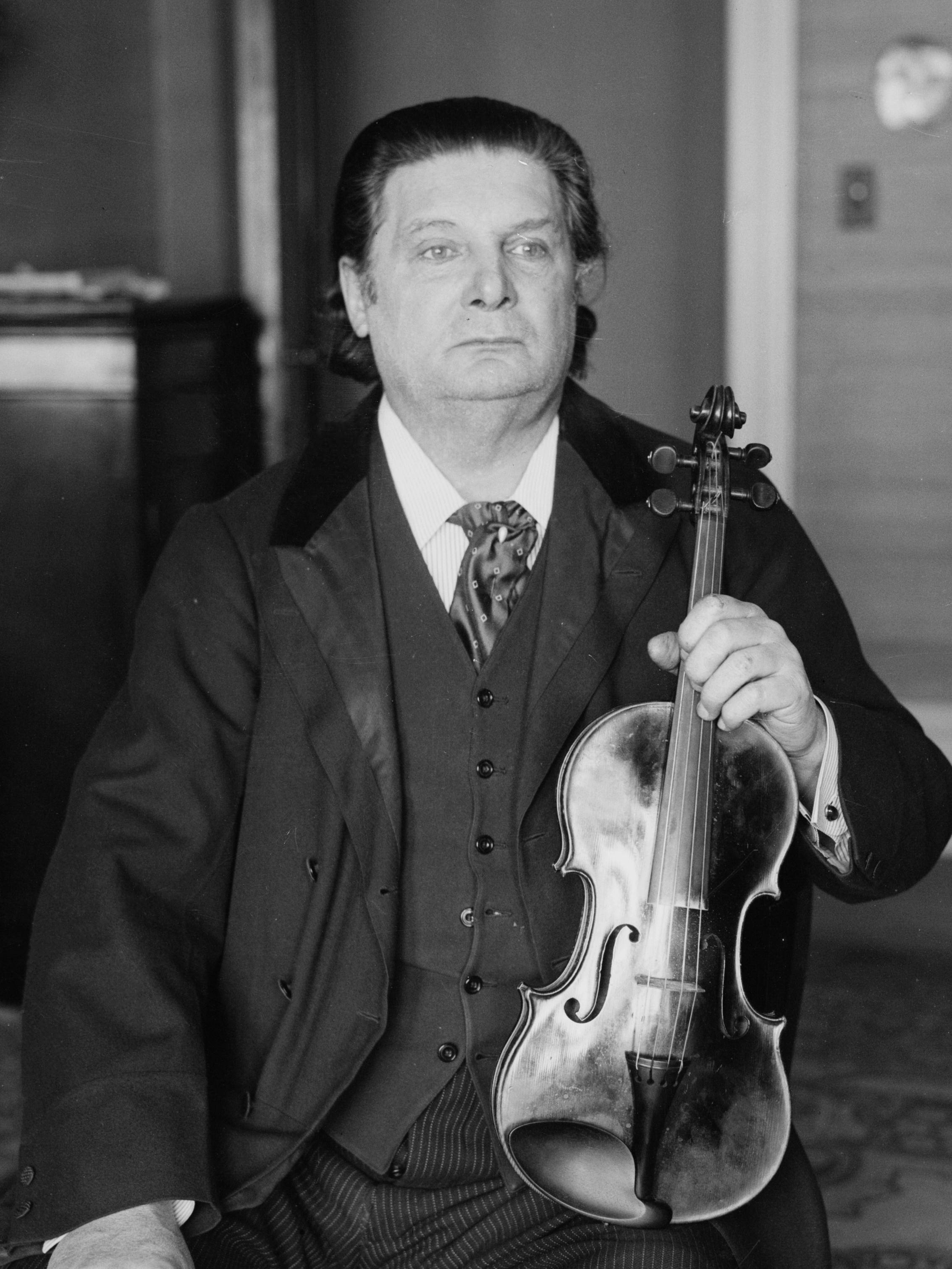
Eugène Ysaÿe

Eugène Ysaÿe (Liegi, 16 luglio 1858 – Bruxelles, 12 maggio 1931) è stato un compositore e violinista belga.

## Biografia
Nato a Liegi, in Belgio, iniziò lo studio del violino all'età di quattro anni con il padre, in seguito continuò gli studi con Joseph Massart, Henryk Wieniawski e Henri Vieuxtemps.
Dopo il diploma di conservatorio, Ysaÿe divenne il primo violino dell'orchestra Benjamin Bilse, orchestra che in seguito si trasformò nella Filarmonica di Berlino. Diversi musicisti noti ed influenti erano soliti ascoltare tale orchestra e Ysaÿe in particolare, tra questi vi erano Joseph Joachim, Franz Liszt, Clara Schumann e Anton Rubinstein. Quest'ultimo chiese ed ottenne che Ysaÿe fosse liberato dal contratto perché desiderava che lo accompagnasse in tournée.
A soli ventisette anni, Ysaÿe fu raccomandato come solista per uno dei Concerts Colonne a Parigi, fatto che segnò l'inizio dei suoi grandi successi come concertista. L'anno seguente, Ysaÿe ottenne una cattedra al Conservatorio di Bruxelles, nel suo Belgio. Iniziò così la sua carriera nell'insegnamento, destinato a rimanere una delle sue principali occupazioni anche dopo aver lasciato il conservatorio nel 1898 e persino nei suoi ultimi anni. I suoi numerosi allievi venivano da tutte le parti del mondo. Fra di loro spiccano Mathieu Crickboom, Alfred Marchot, Nicolas Laoureux, Alfred Dubois, Irma Sèthe, Gabriel Bouillon, Joyce Brown, Alberto Bachmann, Aldo Ferraresi, Josef Gingold, William Primrose, Louis Persinger, André de Ribaupierre, Henri Verbrugghen, Nathan Milstein,  Paul Miry, Remo Bolognini.
Durante il periodo di insegnamento al conservatorio, Ysaÿe continuò le tournée in parti sempre più ampie del mondo, compresa tutta l'Europa, la Russia e gli Stati Uniti. Nonostante i problemi di salute, in particolare quelli riguardanti le mani e forse dovuti ad una forma di diabete, Ysaÿe dava sempre il meglio di sé quando si esibiva e molti eminenti compositori del tempo gli dedicarono opere importanti, tra loro Claude Debussy, Camille Saint-Saëns, César Franck ed Ernest Chausson.
Man mano che le sue condizioni fisiche peggioravano, Ysaÿe si dedicò sempre con maggiore enfasi all'insegnamento e al suo primo amore: la composizione. Tra le sue opere più famose sei Sonate per violino senza accompagnamento Op.27 (1923), un quartetto, Harmonies du Soir Op.31, ed un'opera, Pier li Houyeu (Petro il miniero), scritta negli ultimi anni della sua vita in lingua vallona.
Come esecutore, Ysaÿe era irresistibile e molto originale. Pablo Casals affermò di non aver mai ascoltato un violinista suonare intonato prima di Ysaÿe e Carl Flesch lo definì 'il più eminente e caratteristico violino che abbia mai ascoltato nella mia vita'.
Ysaÿe possedeva un suono poderoso e flessibile, influenzato da un vibrato variato e praticamente continuo. Sebbene usasse, come molti suoi contemporanei, il portamento più di quanto non si usi nelle esecuzioni moderne, lo utilizzava con discrezione e buon gusto e mai come semplice artifizio tecnico.
Probabilmente la caratteristica più distintiva delle interpretazioni di Ysaÿe è stato il suo rubato. "Rubato" significa letteralmente 'rubare' il tempo; normalmente implica una semplice contrazione di tempo per scopi espressivi. Il rubato di Ysaÿe è qualcosa di differente: ogni volta che rubava tempo da una nota, lo assegnava ad un'altra in un posto diverso, permettendo così al suo accompagnamento di mantenere il tempo anche sul suo canto reso più libero. Questo tipo di rubato ha il suo magistrale inventore ed esecutore in Fryderyk Chopin; fra i violinisti Ysaÿe è stato il primo a metterlo in pratica.
Ysaÿe fu un artista caratterizzato da preferenze ben precise di repertorio; sebbene ammirato per le interpretazioni delle opere di Bach e di Beethoven, dava il meglio di sé nell'esecuzione delle opere di compositori più moderni, quali i tardo-romantici ed i primi contemporanei. Particolarmente Max Bruch, Camille Saint-Saëns e César Franck lo reputarono tra i loro migliori interpreti, nelle loro opere e in quelle di compositori simili la sua esecuzione era considerata ineguagliabile. La sua tecnica era brillante e raffinata, mai applicata senza un ben preciso scopo musicale in mente. A questo proposito Ysaÿe può essere considerato il primo violinista moderno, la cui tecnica è priva delle lacune di altri artisti che lo avevano preceduto ed è utilizzata solo come servizio ed ausilio alla musica.
Massone, fu membro della loggia di Bruxelles "Les Vrais Amis de l'Union et du Progrès Réunis",   del Grande Oriente del Belgio.

## Opere
- 6 Sonate per violino solo, Op. 27 dedicate a grandi violinisti e composte secondo il loro stile:
  - Sonata n° 1 in Sol minore (dedicata a Joseph Szigeti)
  - Sonata n° 2 in La minore (dedicata a Jacques Thibaud)
  - Sonata n° 3 in Re minore (dedicata a George Enescu)
  - Sonata n° 4 in Mi minore (dedicata a Fritz Kreisler)
  - Sonata n° 5 in Sol maggiore (dedicata a Mathieu Crickboom) (sein Lieblingsschüler)
  - Sonata n° 6 in Mi maggiore (dedicata a Manuel Quiroga)
- 8 Concerti per violino
- Zahlreiche Werke für Violinen und Orchester
- 1 Opera "Pier li Houyeu" 1931 in lingua vallona
- Sonata Op. 28 per violoncello solo
- Dix Preludes pour Violon seul, op. 35 (Ten Preludes for Solo Violin)

## Riscoperte
La partitura autografa della Légende norvégienne, opera per violino e pianoforte fino allora sconosciuta, è stata scoperta nel 2014, quando è entrata nelle collezioni della Sezione Musica della Biblioteca reale del Belgio. Ysaÿe la scrisse in Norvegia, nella primavera del 1882, durante una tournée nel corso della quale incontrò Edvard Grieg. Rimasta in forma manoscritta dalla fine del XIX sec., è stata nuovamente eseguita dal violinista Marc Bouchkov e dal pianista Georgiy Dubko durante il concerto d'apertura della stagione 2014-2015 «Trésors musicaux de la Bibliothèque royale de Belgique».
Nel 2018 è stata inoltre ritrovata una sonata per violino solo non completata. L'opera sarebbe stata custodita da Philip Newman, allievo vicino ad Ysaÿe negli nei suoi ultimi anni di vita, il quale la lasciò a Lavergne. Quest'ultima, alla sua morte, donò tutte le sue opere alla biblioteca del Conservatorio di Bruxelles dove tutto'ora è conservata. La sonata è composta da tre movimenti, l'ultimo dei quali incompiuto. Philippe Graffin, il violinista il quale ha divulgato la scoperta, ha completato l'ultima parte della sonata partendo da due battute cancellate da Ysaye stessa nel primo movimento.  L'opera è catalogata come Sonata postuma n. 6 bis op. 27.

## Fondo Eugène Ysaÿe
Creato grazie ad acquisti effettuati nel corso di quattro decenni e a un dono della famiglia ricevuto nel 2007, il fondo Eugène Ysaÿe conservato nella Sezione Musica della Biblioteca reale del Belgio è una fonte documentaria fondamentale per lo studio della vita e dell'opera musicale del musicista. 
Il fondo conserva circa 700 lettere, partiture autografe, più di 1000 partiture e opere a stampa, un'abbondante documentazione iconografica, una cinquantina di dischi a 78 giri e di microsolchi a 33 giri, oltre a 4 bobine da film.
Un altro importante gruppo di partiture manoscritte e a stampa, fra cui gli autografi di tre delle sonate per violino solo (n. 2, 3 e 6), è conservato alla Juilliard School di New York..